# Апостол Петро Данилович
Апостол Петро Данилович (пом. 1758) — середній син гетьмана Данила Апостола, лубенський полковник (7 квітня 1728—1757). Автор щоденника французькою мовою.

## Біографія
З юних літ виховувався в Санкт-Петербурзі під наглядом князя Олександра Меншикова, куди Петра взяли на прохання батька (а не заручником, як припускав О. Лазаревський). Д. Апостол називає Меншикова в листах патроном та добродієм і просить не бути суровим щодо манер сина, а «простие его поступки вменял бы ваше свѣтлѣйшество в поважное свое вибаченя, бо до волѣ извѣстно есть …, же при так высоких лицах и великих монархов дворах нѣгде не обриталися, только в отцовском дому до селѣ жизнь свою провадил».   
Служив секретарем і виконував конфіденційні доручення.
Високоосвічена людина, володів латинською, французькою, німецькою, італійською, польською мовами.
Був одружений із Храповицькою, з якою мав трьох дітей:
- Софія Апостол, дружина московського генерал-майора Петра Долгорукого;
- Олена Апостол, дружина московського дворянина Муравйова;
- Данило Апостол (1727 — після 1767), чоловік Марини Будлинської, небоги Гетьмана Кирила Розумовського. Останній Генеральний Хорунжий Гетьманщини.

### Мемуарист
Петро Апостол — автор «Щоденника» (травень 1725—травень 1727), написаного французькою мовою, який переклав і видав російською мовою Олександр Матвійович Лазаревський. «Щоденник» Апостола  містить цінні відомості про політичні події в Російській імперії і є важливим джерелом для вивчення соціально-економічної історії пізньої Гетьманщини.

### Володіння
Від батька отримав у володіння містечко Хомутець (нині село Миргородського району Полтавської області). Д. Апостол у 1754 році звів кам'яну Троїцьку церкву з дзвіницею. Також почав будувати великий родинний двоповерховий палац, який завершив його син. 